# 千代田の刃傷
千代田の刃傷（ちよだのにんじょう）は、文政6年（1823年）4月22日に松平忠寛（外記）によって引き起こされた刃傷事件である。

## 概要
文政6年（1823年）4月22日、西の丸の御書院番の新参・松平忠寛（松平外記）は、古参の度重なる侮罵と専横とに、ついに鬱憤これを抑えることができず、本多伊織、戸田彦之進および沼間左京の3人を殿中において斬り殺し、間部源十郎および神尾五郎三郎の2人には傷を負わせ（間部は深手により翌日死亡）、自らは自刃し果てたものである。
事件発生後に直接の上司である酒井山城守を交えて、事件を隠蔽する工作が行われた。目付は正式な見分書には死者が出た事を記載せず、後の保身のために真実を記した文書を封印文書として作成した。本丸から来た侍医は死亡者を危篤状態と偽るために外科的工作と虚偽報告するように頼まれ、一旦は拒んだもののこれに従った。血で染まった20畳の畳は深夜のうちに取り替えられた。加藤曳尾庵の『我衣』によれば、外記が大奥に務める伯母に鬱憤を吐露した遺言ともいえる書き置きを渡していたため、大奥を通じて事件が露見したという。
時の老中・水野忠成が厳重詮議を行い、殺害された3人の所領は没収され、神尾は改易を申し渡された。なお、松平家は忠寛の子栄太郎が相続を許された。

### 処分
関係者や生存者への処分
- 松平外記（旗本桜井松平家書院番士、蔵米300俵） - 自害、父の忠順は御役御免、家督は子の栄太郎が相続
- 本多伊織（膳所藩本多家一門本多忠豪養子、竹田顕斯実子 800石） - 死亡、子の右膳が家督相続するが、米300俵支給に減
- 戸田彦之進 - 絶家、職禄米召上
- 沼間左京（旗本沼間家800石） - 死亡、改易、絶家
- 間部源十郎（旗本間部家） - 隠居
- 神尾五郎三郎（旗本神尾家1500石） - 改易、絶家
- 池田吉十郎 （旗本池田家、三島政春実子900石）- 400石召上
- 新庄鹿之介（旗本新庄家1000石） - 西の丸御目付御役御免
- 曲淵大学（旗本曲淵家2050石） - 小普請御役御免、屋敷移転
- 安西伊賀之助（旗本安西家850石） - 小普請御役御免、屋敷移転
- 阿部四郎五郎（旗本阿部家） - 西の丸御目付御役御免
- 酒井山城守（旗本酒井家） - 番頭御役御免
- 大久保六郎右衛門（旗本大久保家） - 組頭御役御免

## 事件の背景
事件の詮議は『西丸御書院番酒井山城守組松平外記及刃傷致自害神尾五郎三郎外二拾壱人御詮議吟味一件』にまとめられている。この史料によれば、松平外記は普段は几帳面で神経質、普段は穏やかだが癇性が強く、人付き合いが下手な人物だったと証言されている。また、西丸書院番の酒井山城守組は、古株による新参者へのいじめで有名な職場だった。着任早々に外記の父松平頼母の後押しによって、追鳥狩で勢子の指揮を執る拍子木役に抜擢されるが、慣習を無視したこの人事によって古株の反感を一身に浴びることとなった。
追鳥狩の予行演習に遅刻した外記は重大な落ち度として責められ、拍子木役を辞退し病気療養として自宅に引き籠もった。追鳥狩の翌日から職場復帰したが、古株からの嫌がらせや面罵は収まらず、4月22日の事件に至った。

## 事件への反響
事件の顛末は瓦版で報じられ、落書も数多く作られた。市井の人々は外記を取り押さえる事も出来ず、凶刃から逃げ惑った旗本の不甲斐なさを物笑いの種とした。この事件は曲亭馬琴らの『兎園小説余録』にも収められ、歌舞伎狂言にもなった。大正時代には須藤南翠が小説化している。
宮崎成身の雑録『視聴草』によれば、事件から7か月後に昌平坂学問所で外記の模倣犯ともいえる事件が発生している。乱心し3人を殺傷した狩野軍兵衛は日頃から松平忠寛の仕業を賛美し、事件発生時も千代田の刃傷事件の書き付けを懐に所持していたという。